# Nord-Ouest Films
 (novembre 2020).
Pour les articles homonymes, voir Nord-ouest.
Nord-Ouest Films est une société de production cinématographique française. Elle a été fondée en 1999 par Christophe Rossignon et Philip Boëffard, et Pierre Guyard devient le troisième associé en 2016.
Nord-Ouest produit aussi des documentaires audiovisuels (avec la structure Nord-Ouest Documentaires dont la productrice est Sylvie Randonneix), des séries audiovisuelles (avec la structure Nord-Ouest Séries dont la productrice et associée est Florence Levard) et développe les coproductions internationales en s’associant avec Ola Byszuk (ex MK2 International).

## Filmographie
- 2001 : Une hirondelle a fait le printemps de Christian Carion
- 2002 : Irréversible de Gaspar Noé
- 2002 : Mon idole de Guillaume Canet
- 2003 : Snowboarder de Olias Barco
- 2003 : Jeux d'enfants de Yann Samuell
- 2003 : Inquiétudes de Gilles Bourdos
- 2003 : L'Équipier de Philippe Lioret
- 2004 : La Femme de Gilles de Frédéric Fonteyne
- 2005 : Joyeux Noël de Christian Carion
- 2006 : Je vais bien, ne t'en fais pas de Philippe Lioret
- 2006 : Azur et Asmar de Michel Ocelot
- 2007 : La Tête de maman de Carine Tardieu
- 2008 : Comme les autres de Vincent Garenq
- 2008 : Mes stars et moi de Lætitia Colombani
- 2009 : Welcome de Philippe Lioret
- 2009 : L'Affaire Farewell de Christian Carion
- 2010 : L'Âge de raison de Yann Samuell
- 2011 : Les Contes de la nuit de Michel Ocelot
- 2011 : Présumé Coupable de Vincent Garenq
- 2011 : Toutes nos envies de Philippe Lioret
- 2011 : L'Ordre et la Morale de Mathieu Kassovitz
- 2012 : Madame Solario de René Féret
- 2013 : De toutes nos forces de Nils Tavernier
- 2014 : Les Combattants de Thomas Cailley
- 2014 : Maintenant ou jamais de Serge Frydman
- 2015 : L'Enquête de Vincent Garenq
- 2015 : La loi du marché de Stéphane Brizé
- 2015 : Le combat ordinaire de Laurent Tuel
- 2015 : En mai fais ce qu'il te plaît de Christian Carion
- 2016 : Ce sentiment de l'été de Mikhaël Hers
- 2016 : Dans les forêts de Sibérie de Safy Nebbou
- 2016 : Éternité de Trần Anh Hùng
- 2016 : Ivan Tsarevitch et la Princesse changeante de Michel Ocelot
- 2017 : Mon garçon de Christian Carion
- 2018 : Si tu voyais son cœur de Joan Chemla
- 2018 : Ami-Ami de Victor Saint Macary
- 2018 : En guerre de Stéphane Brizé
- 2018 : Dilili à Paris de Michel Ocelot
- 2018 : Amanda de Mikhael Hers
- 2019 : Deux fils de Félix Moati
- 2019 : Au nom de la terre d'Édouard Bergeon
- 2021 : Délicieux d'Éric Besnard
- 2021 : Suprêmes d'Audrey Estrougo
- 2022 : Un autre monde de Stéphane Brizé
- 2022 : Les passagers de la nuit de Mikhaël Hers
- 2022 : Mi iubita, mon amour de Noémie Merlant
- 2022 : Le Pharaon, le Sauvage et la Princesse de Michel Ocelot
- 2022 : L'Astronaute de Nicolas Giraud
- 2023 : Le Règne animal de Thomas Cailley
- 2024 : La promesse verte d'Édouard Bergeon
- 2024 : Les Femmes au balcon de Noémie Merlant